# Třída FREMM
Třída FREMM je třída víceúčelových fregat vyvinutých ve francouzsko-italské spolupráci. FREMM znamená francouzsky Frégate multi-mission a italsky Fregata multi-missione. Jejich hlavními uživateli jsou Francouzské námořnictvo a Italské námořnictvo. Prvním zahraničním uživatelem třídy se stalo Maroko a druhým Egypt. Další plavidla objednala Indonésie. Do roku 2024 bylo objednáno 30 fregat této třídy. Hlavními kontraktory projektu jsou francouzská Armaris (součást koncernu DCNS) a italská Orizzonte Sistemi Navali (joint venture společností Fincantieri a Finmeccanica). Francouzská a italská plavidla této třídy se navzájem značně liší. Italské námořnictvo třídu provozuje od roku 2013 a francouzské od roku 2015.
V roce 2020 byla třída FREMM vybrána jako základ pro vývoj amerických fregat třídy Constellation.

## Stavba

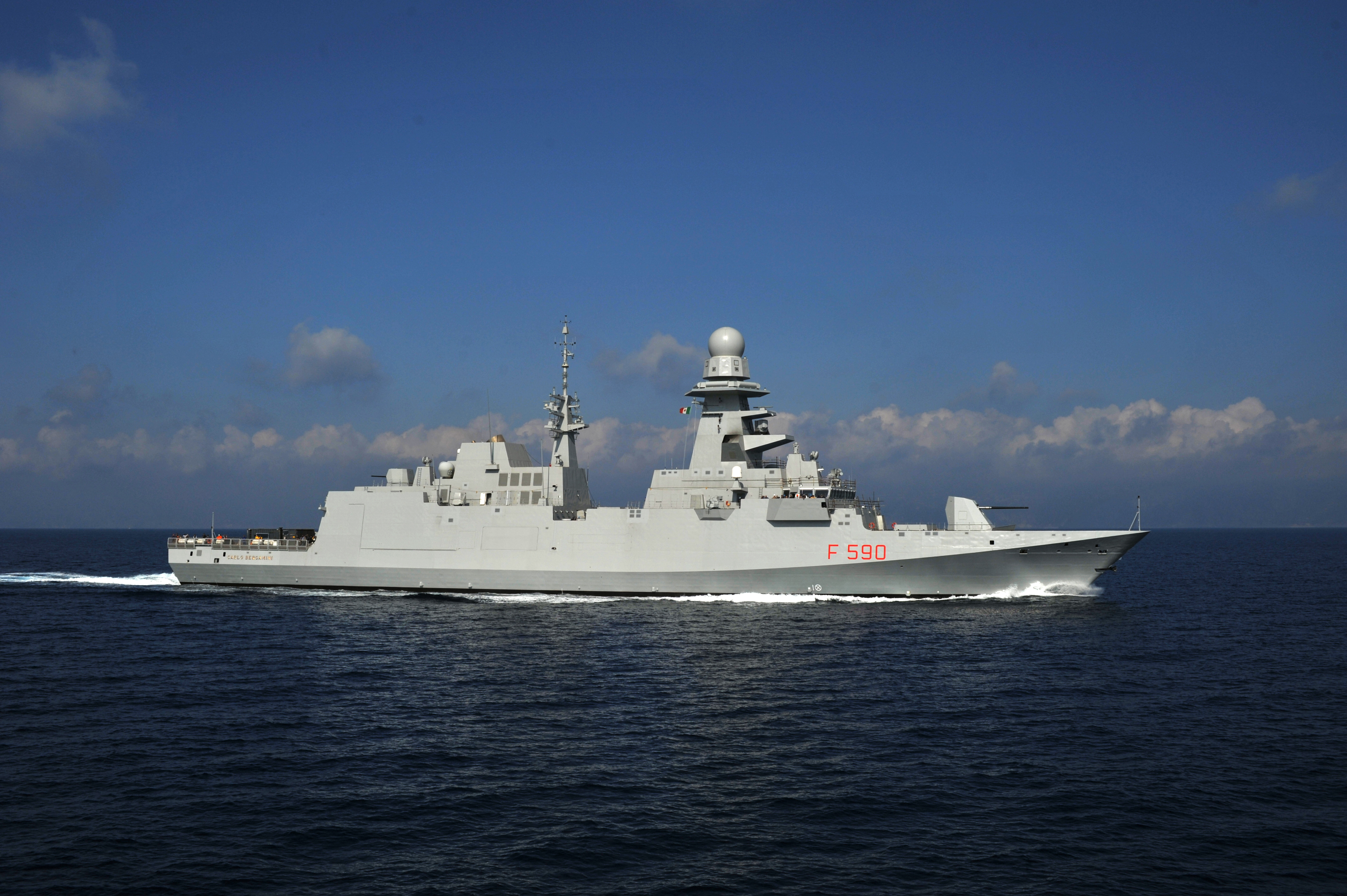
Italská víceúčelová fregata Carlo Bergamini

Vývoj třídy byl zadán roku 2005. Francie u loděnice DCNS objednala celkem 11 fregat ve dvou verzích - protiponorkové a protizemní. První francouzská fregata Aquitaine zahájila zkoušky v dubnu 2011. V listopadu 2012 byla v Lorientu předána francouzskému námořnictvu. V roce 2015 bylo oznámeno, že počet francouzských fregat třídy FREMM se omezí na šest kusů víceúčelové verze a dva kusy protiletadlové verze FREDA, přičemž ušetřené prostředky budou investovány do stavby pěti menších fregat střední velikosti třídy FTI (Frégate de Taille Intermédiaire). Zajímavostí je, že poslední francouzská fregata Lorraine byla v dubnu 2023 nasazena do evakuace ze Súdánu, tedy ještě před svým přijetím do služby.
Itálie objednala dalších deset, z toho šest univerzálních a čtyři protiponorkové. První víceúčelová fregata Carlo Bergamini do služby vstoupila v květnu 2013, první italská protiponorková fregata Virginio Fasan pak v prosinci 2013.
Všechny doposud objednané fregaty třídy FREMM mají být stavěny až do roku 2022.
Prvním zahraničním uživatelem třídy se stalo Maroko. Marocké královské námořnictvo objednalo jednu protiponorkovou fregatu, která ponese jméno Mohammed VI. Plavidlo postavila francouzská loděnice DCNS. V dubnu 2013 začaly u pobřeží Bretaně jeho námořní zkoušky. Do služby loď vstoupila v lednu 2014.
Druhým zahraničním uživatelem se stalo egyptské námořnictvo. V únoru 2015 země objednala stavbu čtyř korvet třídy Gowind a jedné fregaty třídy FREMM. Kvůli velmi krátkým lhůtám bylo zvoleno takové řešení, že bude Egyptu předána dokončena francouzská fregata Normandie. Fregata byla do služby přijata 23. června 2015 pod jménem Tahya Misr. V roce 2020 Egypt zakoupil další dvě fregaty třídy FREMM, tentokrát však od Itálie. Egyptské námořnictvo získalo poslední dvě jednotky stavěné pro italské námořnictvo, obě ve víceúčelové verzi. Italské námořnictvo zároveň bude kompenzováno stavbou dvou nových plavidel typu FREMM a prodloužením provozu fregat třídy Maestrale.
V červnu 2021 Indonésie podepsala kontrakt s loděnicí Fincantieri na stavbu šesti fregat třídy FREMM a dále dvou starších fregat třídy Maestrale, které budou po vyřazení italským námořnictvem ještě modernizovány. V tendru na nové indonéské fregaty neuspěla nizozemská loděnice Damen Group s typem Omega, japonská loděnice Mitsui E&S s třídou Mogami a loděnice Babcock s derivátem dánské třídy Iver Huitfeldt.
V červenci 2024 byla podepsána smlouva v hodnotě přibližně 1,5 miliardy euro na stavbu dvou dalších fregat pro italské námořnictvo. Obě jednotky představují vylepšenou verzi FREMM EVO. Jejich přijetí do služby je plánováno na roky 2029–2030.
První řezání oceli na první fregatu verze FREMM EVO proběhlo 3. dubna 2025 v loděnici společnosti Fincantieri v Riva Trigoso. Její kýl byl založen 8. července 2025.
Jednotky třídy FREMM:
| Jméno                                         | Uživatel | Verze                                    | Zahájení stavby    | Spuštěna           | Vstup do služby    | Status                                                          |
| --------------------------------------------- | -------- | ---------------------------------------- | ------------------ | ------------------ | ------------------ | --------------------------------------------------------------- |
| Aquitaine (D 650)                             | Francie  | protiponorková                           | 16. března 2007    | duben 2010         | 2. prosince 2015   | Aktivní                                                         |
| Mohammed VI (701)                             | Maroko   | protiponorková                           | 2008               | září 2011          | 30. ledna 2014     | Aktivní                                                         |
| Tahya Misr (1001, ex Normandie, D 651)        | Egypt    | protiponorková                           | 8. října 2009      | 18. října 2012     | 23. června 2015    | Aktivní                                                         |
| Provence (D 652)                              | Francie  | protiponorková                           | 15. prosince 2010  | 18. září 2013      | 9. června 2016     | Aktivní                                                         |
| Languedoc (D 653)                             | Francie  | protiponorková                           | 30. listopadu 2011 | 12. července 2014  | 4. července 2017   | Aktivní                                                         |
| Auvergne (D 654)                              | Francie  | protiponorková                           | srpen 2012         | 2. září 2015       | 14. února 2018     | Aktivní                                                         |
| Bretagne (D 655)                              | Francie  | protiponorková                           | října 2013         | 16. září 2016      | 20. února 2019     | Aktivní                                                         |
| Normandie (D 651)                             | Francie  | protiponorková                           | 2014               | 1. února 2018      | 3. června 2020     | Náhradní jednotka za fregatu Normandie prodanou Egyptu, aktivní |
| Alsace (D 656)                                | Francie  | FREDA                                    | červen 2016        | 18. dubna 2019     | 22. listopadu 2021 | Aktivní                                                         |
| Lorraine (D 657)                              | Francie  | FREDA                                    | kvĕten 2019        | 13. listopadu 2020 | 13. listopadu 2023 | Aktivní                                                         |
| Carlo Bergamini (F 590)                       | Itálie   | víceúčelová                              | 4. února 2008      | 16. července 2011  | 29. května 2013    | Aktivní                                                         |
| Virginio Fasan (F 591)                        | Itálie   | protiponorková                           | 12. května 2009    | 1. března 2012     | 19. prosince 2013  | Aktivní                                                         |
| Carlo Margottini (F 592)                      | Itálie   | protiponorková                           | 21. dubna 2010     | 29. června 2013    | 27. února 2014     | Aktivní                                                         |
| Carabiniere (F 593)                           | Itálie   | protiponorková                           | 6. dubna 2011      | 29. března 2014    | 28. dubna 2015     | Aktivní                                                         |
| Alpino (F 594)                                | Itálie   | protiponorková                           | 23. února 2012     | 13. prosince 2014  | 30. září 2016      | Aktivní                                                         |
| Luigi Rizzo (F 595)                           | Itálie   | víceúčelová                              | 5. března 2013     | 19. prosince 2015  | 20. dubna 2017     | Aktivní                                                         |
| Federico Martinengo (F 596)                   | Itálie   | víceúčelová                              | 5. června 2014     | 4. března 2017     | 24. dubna 2018     | Aktivní                                                         |
| Antonio Marceglia (F 597)                     | Itálie   | víceúčelová                              | 12. července 2015  | 3. února 2018      | 16. dubna 2019     | Aktivní                                                         |
| Al-Galala (1002, ex Spartaco Schergat, F 598) | Egypt    | víceúčelová                              | únor 2017          | 26. ledna 2019     | 31. prosince 2020  | Před dokončením prodána Egyptu, aktivní.                        |
| Bernees (1003, ex Emilio Bianchi, F 589)      | Egypt    | víceúčelová                              | leden 2018         | 25. ledna 2020     | 14. dubna 2021     | Před dokončením prodána Egyptu, aktivní.                        |
| Spartaco Schergat (F 598)                     | Itálie   | víceúčelová s vylepšeným protiponorkovým | 25. února 2021     | 24. listopadu 2023 | 15. dubna 2025     | Náhradní jednotka za Spartaco Schergat.                         |
| Emilio Bianchi (F 589)                        | Itálie   | víceúčelová s vylepšeným protiponorkovým | 12. října 2021     | 25. května 2024    | 30. července 2025  | Náhradní jednotka za Emilio Bianchi.                            |
| Bersagliere                                   | Itálie   | FREMM EVO                                | 8. července 2025   |                    | 2029 (plán)        | ve stavbě                                                       |
|                                               | Itálie   | FREMM EVO                                |                    |                    | 2030 (plán)        | objednána                                                       |

## Konstrukce

### Itálie

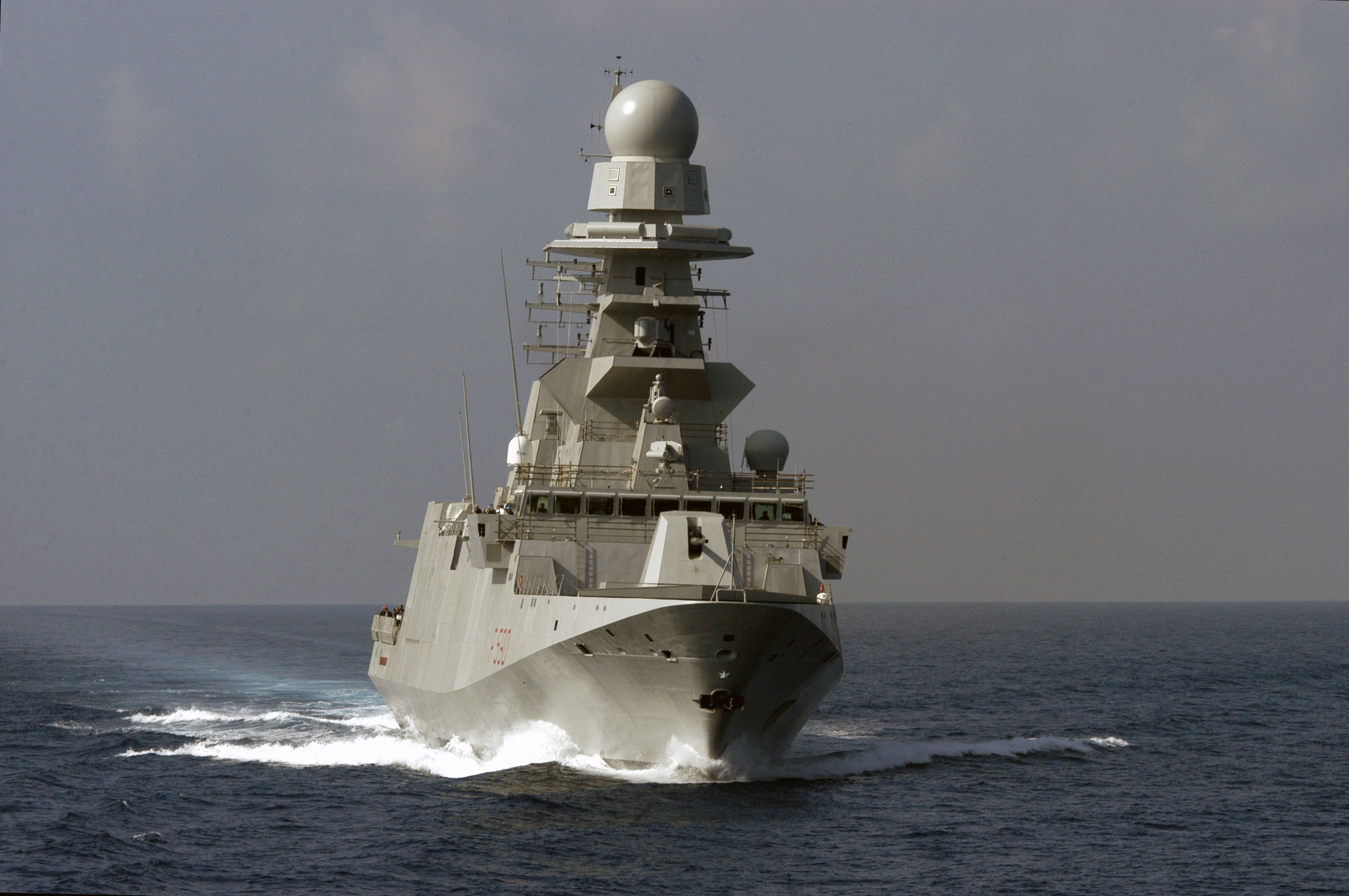
Italská protiponorková fregata Carlo Margottini

Víceúčelová verze – fregaty ponesou jeden 127mm kanón OTO Melara v dělové věži na přídi a jeden 76mm kanón OTO Melara Davide na střeše hangáru (ten u všech verzí pojme dva vrtulníky). Ponesou vertikální vypouštěcí sila Sylver A-50 pro protiletadlové řízené střely Aster 15. Údernou výzbrojí bude osm protilodních střel MBDA Teseo Mk 2. K napadání ponorek budou mít dva trojhlavňové 324mm torpédomety, ze kterých budou vypouštěna lehká protiponorková torpéda MU90 Impact.
Protiponorková verze – fregaty budou mít dva 76mm kanóny OTO Melara Davide rozmístěné stejně jako u víceúčelové verze. Na přídi budou mít dva osminásobné moduly Sylver A-43 pro protiletadlové střely Aster 15. Údernou výzbrojí budou čtyři protilodní střely Teseo Mk 2, které doplní čtyři střely protiponorkového systému MBDA MILAS. Fregaty dále ponesou dva trojnásobné 324mm torpédomety pro lehká protiponorková torpéda MU90 Impact. Budou vybaveny vlečným sonarem s měnitelnou hloubkou ponoru CAPTASS.
Víceúčelová verze s vylepšeným protiponorkovým – poslední dvě italské fregaty byly dokončeny v upraveném standardu. Jejich platformy jsou vylepšeny na základě zkušeností s provozem již dokončených fregat této třídy. Jsou vybaveny bojovým řídícím systémem Leonardo SADOC 4, trupovým sonarem Thales 4110CL a vlečným sonarem s měnitelnou hloubkou ponoru Thales 4249 (CAPTAS 4), který je uložen v místech u běžné víceúčelové verze obsazených člunem RHIB. Použit byl nový systém elektronického boje ELT Group, vyvinutý pro víceúčelová plavidla třídy Thaon di Revel a vrtulníkovou výsadkovou loď Trieste (L9890).

### Francie

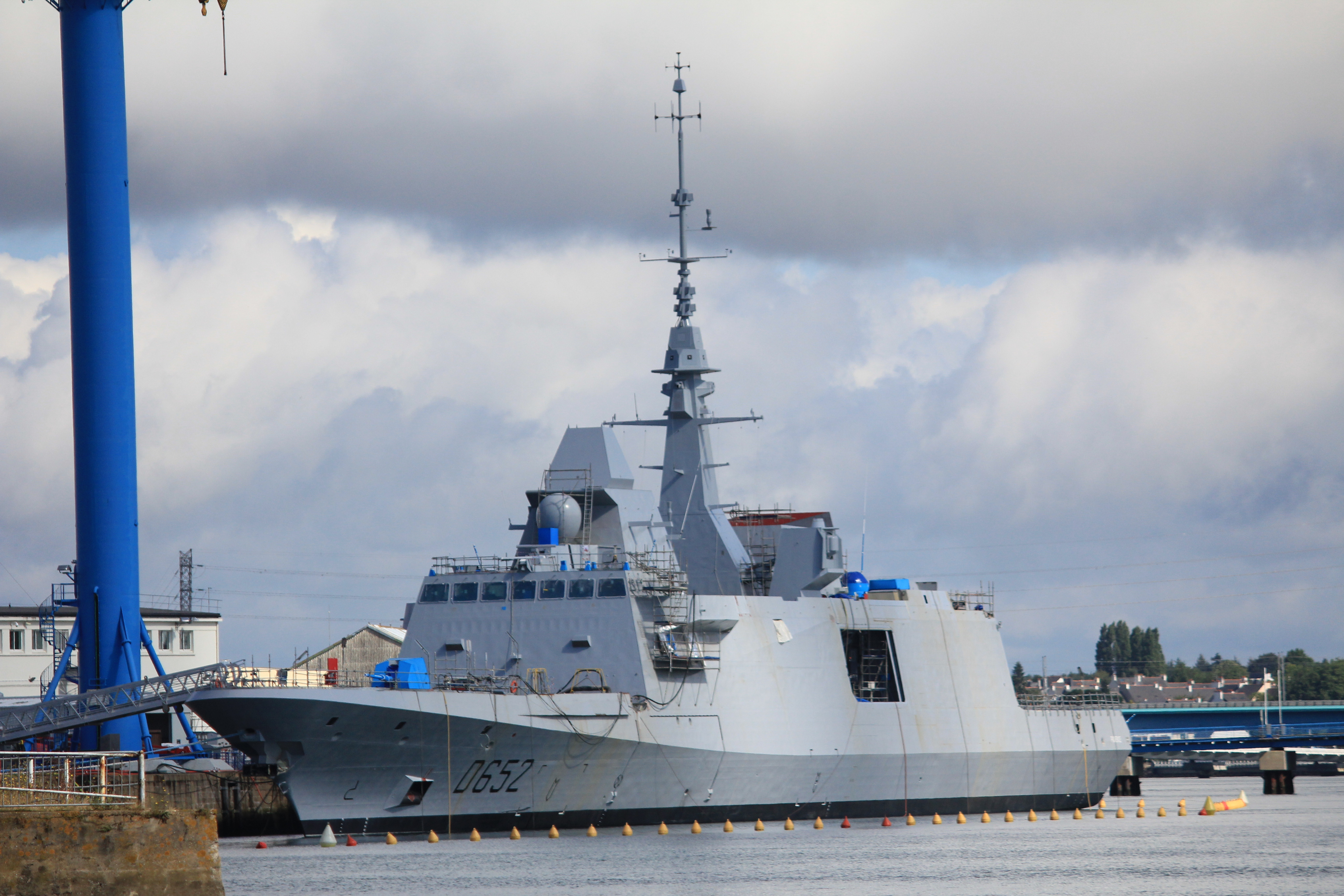
Francouzská protiponorková fregata Provence

Protizemní verze AVT – fregaty ponesou příďový 76mm kanón OTO Melara Super Rapide. Za přední dělovou věží budou vertikální vypouštěcí sila Sylver A-70 pro protiletadlové řízené střely MBDA Aster 15 a 16 protizemních střel MBDA Scalp Naval. K ničení hladinových lodí budou mít protilodní střely MBDA MM.40 Exocet Block 3. Ponesou též dva trojnásobné 324mm torpédomety pro lehká protiponorková torpéda MU90 Impact.
Pohonný systém tvoří plynové turbíny General Electric LM2500+. Fregaty mají dva lodní šrouby. Nejvyšší rychlost dosahuje 27 uzlů.
Protiletadlová verze FREDA – fregaty s rozšířenou schopností boje proti vzdušným cílům. Neponesou protizemní střely, naopak budou mít vylepšenou verzi radaru Herakles, 32 vertikálních vypouštěcích sil Sylver A50 pro protiletadlové řízené střely Aster 15 a Aster 30.

### Modernizace
V roce 2024 se francouzské námořnictvo rozhodlo své fregaty třídy FREMM a třídy Horizon vybavit elektrooptickými systémy Safran Paseo XLR. Šlo o reakci na nasazení francouzských plavidel proti raketovým a dronovým útokům v Rudém moři (viz Krize v Rudém moři).

## Služba
Francouzské námořnictvo své fregaty třídy FREMM nasadilo v rámci krize v Rudém moři, aby se zapojily do ochrany námořní plavby v oblasti Rudého moře, napadané silami jemenských Hútíů. V říjnu 2024 jedna z fregat třídy FREMM jako první plavidlo francouzského námořnictva sestřelila (hútíjský) bezpilotní letoun pomocí rušícího systému C-UAS.